# Socket 7
Socket 7是一种有着321个针脚的x86 CPU插座。
Socket 7是方形多針腳ZIF（Zero Insertion Force，零插拔力）插座，插座上有一根拉杆，在安裝和更換CPU時只要將拉杆向上拉出，就可以輕易地插進或取出CPU。Socket 7也是CPU進入「Pentium時代」後，最常見的主機板架構，主要特點是──具有66MHz的標準外頻（最高83MHz）、一般提供雙電壓供電機制。这种规格的插座支持Intel Pentium处理器的部分早期型号，同时也兼容其他厂商的CPU，如Cyrix、AMD等等。

## 發表背景
这种规格的插座在1995年面世，用于取代较早的Socket 5。Socket 7是唯一一种支援如此多厂商（Intel、Cyrix、AMD等等）CPU的插座，以致于成为一种不成文的工业标准。Intel为了享有独占接口的权利，在之后推出了Slot 1。Intel在放弃该平台时的最后一款CPU是Pentium MMX 233 MHz。AMD支援该平台直到2000年9月，即K6-2+与K6-III，在一些芯片组支援下甚至能在600MHz下工作。AMD还拓展了Socket 7而推出了Super Socket 7。

## 使用Socket 7的处理器

### Intel
- P54C Pentium 75 MHz～200 MHz（FSB 50 MHz/60 MHz/66 MHz）
- P55C Pentium MMX 150 MHz～233 MHz（FSB 60 MHz/66 MHz）

### AMD
- SSA-5 K5／5K86 P75～PR100（50 MHz～66 MHz）（FSB 50 MHz/60 MHz/66 MHz）
- 5k86 K5 PR120～PR200（90 MHz～133 MHz）（FSB 60 MHz/66 MHz）
- K6 166 MHz～300 MHz（FSB 66 MHz）
- Chompers K6-2 233 MHz～350 MHz（FSB 66 MHz/100 MHz）
- CXT K6-2 266 MHz～550 MHz（FSB 66 MHz/100 MHz）
- K6-2+ 450 MHz～540 MHz
- Sharptooth K6-III 400 MHz～500 MHz

### Cyrix
- Cyrix 6x86 P90～PR166（80 MHz～133 MHz）
- 6x86L PR150～PR200（120 MHz～166 MHz）
- 6x86MX PR200～PR300（150 MHz～233 MHz）
- MII 200GP～400GP（166 MHz～285 MHz）

### IDT
- Winchip C6 180 MHz～255 MHz
- Winchip 200 MHz～300 MHz

### RISE
- Rise mp6 166 MHz~300 MHz

### IBM
- IBM 6x86MX PR166  MHz~166 MHz

## 支援Socket 7的晶片組
- Intel 430FX
- Intel 430HX
- Intel 430VX
- Intel 430TX
- VIA VP1
- VIA VP2
- VIA VPX
- VIA VP3
- VIA MVP3
- VIA MVP4
- ALi Aladdin IV
- ALi Aladdin V
- ALi Aladdin 7
- SiS 530/5598